# Tratado de Calatayud
El Tratado de Calatayud fue un tratado firmado en Calatayud el 20 de mayo de 1198 por Alfonso VIII de Castilla y Pedro II de Aragón en contra del rey de Navarra Sancho VII, el conde de Urgel Ermengol VIII y los sarracenos.

## Reparto del reino de Navarra
Con respecto al reino de Navarra se realizaba un reparto similar a los pactos realizados con anterioridad entre los vecinos Castilla y Aragón (Tratado de Carrión, Tratado de Tudilén, Tratado de Lérida y el Tratado de Cazola) aunque con un reparto mayor para Castilla. La división partía del río Arga cuyas poblaciones occidentales eran para Castilla, es decir, Milagro, Funes, Peralta, Falces, Miranda de Arga, Larraga y Mendigorría, y para Aragón, Alesves (Villafranca), Caparroso, Olite y Artajona. A la altura de Artajona se separaba del río hacia el este hasta Muruarte de Reta donde de nuevo se dirigía hacia el norte a  Noáin y Pamplona, que la dividía, y seguía entre Huarte y Badostain en dirección al Pirineo. El valle de Esteríbar pasaría a manos castellanas, mientras Valderro y Roncesvalles quedaría en las aragonesas.